# Premios WAM
Los Premios de la Industria Musical de Australia Occidental (comúnmente conocidos como WAMis) son premios anuales presentados a la industria de la música contemporánea local, otorgados por la Asociación de la Industria Musical de Australia Occidental Inc (WAM). Los premios WAMi son la noche de las noches de la música de Australia Occidental y reúnen a fanáticos de la música local y miembros de la industria local, nacional e internacional para reconocer y celebrar otro año de logros para Australia Occidental.

## Historia
WAM se formó originalmente como la Asociación de la Industria de la Música Rock de Australia Occidental Inc. (WARMIA) en 1985, con su objetivo principal de desarrollar y ejecutar premios anuales que reconozcan los logros dentro de la industria de la música en Australia Occidental. WAM recibió financiación para proyectos por primera vez del gobierno estatal en 1989 y, a principios de la década de 1990, se eliminó la palabra "roca" del título para darle a la organización la posibilidad de abarcar un electorado más amplio. 
En 1994 se celebró el Festival inaugural de Música Contemporánea Original Kiss My WAMi. Otros programas que se han llevado a cabo con éxito incluyen la serie Act of Youth de espectáculos para todas las edades, el WA Song Contest (ahora Canción del Año WAM), Women in Rock y una recopilación anual en CD de artistas musicales de Australia Occidental (el primer "The Western Front" se llevó a cabo en 1992 y contó con The Pink Fluffy Bunnies, Allegiance y Storytime, entre otros).
Los primeros premios de la industria musical de Australia Occidental se celebraron en 2001.

## Premios del Salón de la Fama
El Salón de la Fama reconoce a aquellos miembros de la industria que han hecho una contribución destacada a la música contemporánea de WA a lo largo de su carrera. Varios premios WAM de enfoque similar reconocieron esto antes de que surgieran los premios oficiales del Salón de la Fama WAM en 2004.